# Wüstenrot
Wüstenrot er en by i den tyske delstat Baden-Württemberg, som ligger i kreisen Heilbronn. Wüstenrot har 6.823 indbyggere (2006).